# Zacatones, Coatepec Harinas
Zacatones, även benämnd San Felipe de Jesús, är en ort i Mexiko, tillhörande kommunen Coatepec Harinas i södra delen av delstaten Mexiko. Orten hade 941 invånare vid folkräkningen 2010.